# Leuckartiara

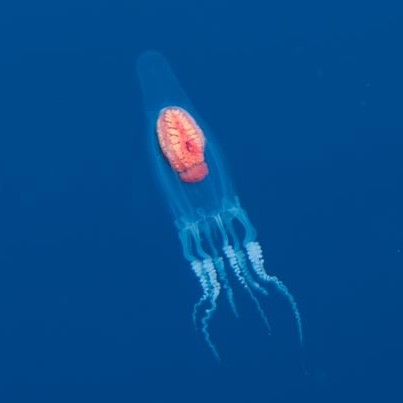

Leuckartiara is een geslacht van neteldieren uit de  familie van de Pandeidae.

## Soorten
- Leuckartiara acuta Brinckmann-Voss, Arai & Nagasawa, 2005
- Leuckartiara adnata Pagès, Gili & Bouillon, 1992
- Leuckartiara annexa Kramp, 1957
- Leuckartiara brownei Larson & Harbison, 1990
- Leuckartiara eckerti Bouillon, 1985
- Leuckartiara foersteri Arai & Brinckmann-Voss, 1980
- Leuckartiara fujianensis Huang, Xu, Lin & Qiu, 2008
- Leuckartiara gardineri Browne, 1916
- Leuckartiara grimaldii Ranson, 1936
- Leuckartiara hoepplii Hsu, 1928
- Leuckartiara jianyinensis Xu & Huang, 2004
- Leuckartiara neustona Xu & Huang, 2004
- Leuckartiara nobilis Hartlaub, 1914
- Leuckartiara octona (Fleming, 1823)
- Leuckartiara octonema Xu, Huang & Guo, 2007
- Leuckartiara orientalis Xu, Huang & Chen, 1991
- Leuckartiara simplex Bouillon, 1980
- Leuckartiara zacae Bigelow, 1940
- Leuckartiara zhangraotingae Xu & Huang, 2006